# Aeroportul Orocue
Aeroportul Orocue (IATA: ORC, ICAO: SKOE) este un aeroport din Casanare⁠(d), Columbia ce deservește zona Orocué⁠(d). Aeroportul a fost tranzitat în 2021 de 118 pasageri. A fost numit după zona deservită.
Situat la o altitudine de 132 m, aeroportul dispune de o singură pistă.